# Mansfeld (Familienname)
Mansfeld ist ein vor allem in Sachsen und Österreich verbreiteter, von verschiedenen gleichnamigen Ortschaften und Adelsgeschlechtern ableitbarer Familienname.

## Namensträger
- Agnes von Mansfeld-Eisleben (1551–1637), Gräfin von Mansfeld, Ehefrau von Gebhard I. von Waldburg
- Albert Mansfeld (1901–1995), deutscher Pädagoge und Politiker
- Alfred Mansfeld (Ethnologe) (1870–1932), böhmischer Ethnologe und Kolonialbeamter
- Alfred Mansfeld (Architekt) (1912–2004), israelischer Architekt
- Antonie Mansfeld (1835–1875), österreichische Sängerin
- August Heinrich Mansfeld (1816–1901), österreichischer Maler
- Blanca Mansfeld, Opfer des Holocaust, siehe Liste der Stolpersteine in Hamburg-Bergedorf
- Bruno III. von Mansfeld (1576–1644), Malteserritter und Militärperson
- Carl Franz Anton von Mansfeld (1678–1717), 2. Fürst von Fondi und kaiserlicher Kammerherr
- Claus Mansfeld (1902–1973), deutscher General der Volkspolizei
- Christian Mansfeld (1819–1893), deutscher Maschinenfabrikant
- David von Mansfeld (1573–1628), deutscher Adliger, Graf von Mansfeld
- David Mansfeld (Mediziner) (David Magnus Mansfeld; 1796–1863), deutscher Mediziner und Stiftungsgründer
- Erika Mansfeld, Opfer des Holocaust, siehe Liste der Stolpersteine in Hamburg-Bergedorf
- Franz Maximilian von Mansfeld (1639–1692), Oberhofmeister der Kaiserin, Träger des Goldenen Vlies
- Gebhard von Mansfeld († 1562), deutscher Geistlicher, Erzbischof von Köln
- Géza Mansfeld (1882–1950), ungarischer Mediziner
- Hania Mansfeld, eigentlicher Name von Hélène Kro (1913–1942), polnische Widerstandskämpferin
- Heinrich Franz von Mansfeld (1640/1642–1715), österreichischer Diplomat und Feldmarschall
- Heinrich Joseph Mansfeld (auch Heinrich Josef Mansfeld; 1785–1866), österreichischer Kupferstecher
- Heinz Mansfeld (1899–1959), deutscher Kunstwissenschaftler und Denkmalpfleger
- Jaap Mansfeld (* 1936), niederländischer Philosoph und Philosophiehistoriker
- Johann Ernst Mansfeld (1739–1796), tschechisch-österreichischer Kupferstecher
- Josef Mansfeld (1819–1894), österreichischer Maler
- Joseph Georg Mansfeld (Johann Georg Mansfeld; 1764–1817), österreichischer Kupferstecher
- Karl von Mansfeld (1543–1595), deutscher General
- Karl Mansfeld (Jurist) (1859–1916), deutscher Richter
- Kurt Mansfeld (1910–1984), deutscher Motorradrennfahrer
- Marcel Mansfeld (* 2001), deutscher Fußballspieler
- Michael Mansfeld, Pseudonym von Eckart Heinze (1922–1979), deutscher Journalist und Schriftsteller
- Miroslav J. Mansfeld (1912–1991), tschechoslowakischer Jagdpilot
- Moritz Mansfeld (1859–1947), österreichischer Chemiker
- Péter Mansfeld (1941–1959), ungarischer Schüler und Justizopfer
- Peter Ernst I. von Mansfeld (1517–1604), Feldmarschall und Statthalter
- Peter Ernst II. von Mansfeld (auch Ernst von Mansfeld; 1580–1626), Söldner- und Heerführer
- Philipp von Mansfeld (1589–1657), deutscher Feldmarschall
- Philipp Ernst von Mansfeld (1560–1631), sächsischer Kreishauptmann
- Richard Mansfeld (Richter) (1865–1943), deutscher Richter
- Richard Mansfeld (Künstler) (Pseudonym Richaâârd; 1959–2018), deutscher Maler und Aktionskünstler
- Rolf Mansfeld (* 1957), deutscher Veterinärmediziner und Hochschullehrer
- Rudolf Mansfeld (1901–1960), deutscher Agrikulturbotaniker
- Vollrad von Mansfeld (1520–1578), deutscher Söldnerführer
- Werner Mansfeld (Ministerialdirektor) (1893–1953), deutscher Ministerialbeamter
- Werner Mansfeld (Techniker) (1913–2011), deutscher Nachrichtentechniker und Hochschullehrer
- Wilhelm Mansfeld (Jurist, 1831) (1831–1899), deutscher Jurist und Richter
- Wilhelm Mansfeld (Jurist, 1875) (1875–1955), deutscher Jurist und Richter
- Wolfgang von Mansfeld (1575–1638), deutscher Offizier und Diplomat
- Wolfgang Mansfeld (Ökonom) (* 1950), deutscher Ökonom, Manager und Verbandsfunktionär